# 诺斯洛普·格鲁门

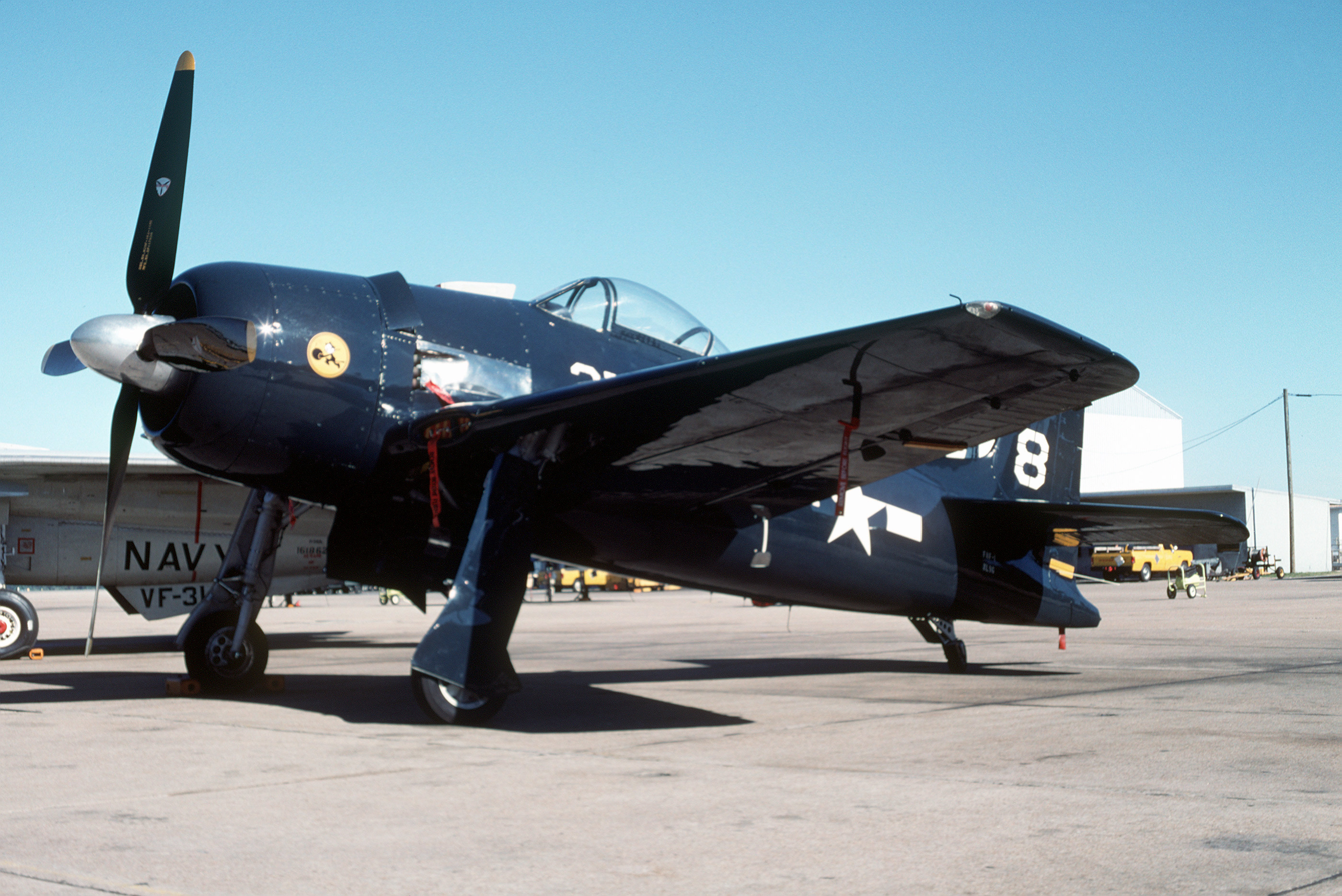
F8F熊貓戰鬥機

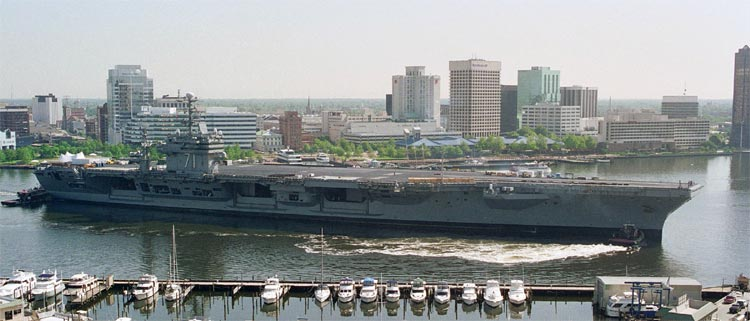
諾斯洛普·格鲁门的紐波特紐斯造船公司建造了所有的尼米茲級航空母艦

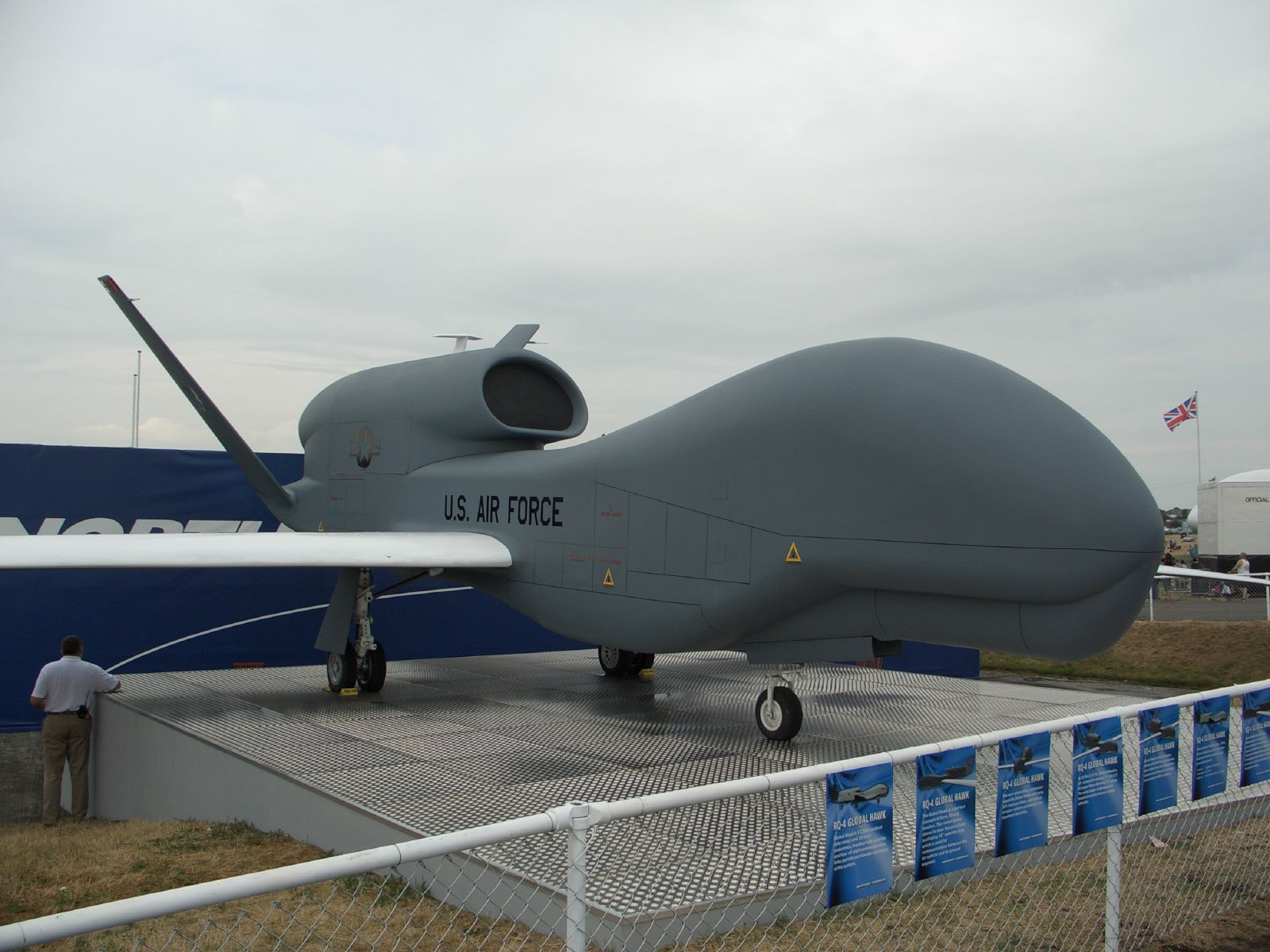
诺斯洛普·格鲁门的RQ-4全球鷹偵察機

诺斯洛普·格鲁门的MQ-8火力偵察兵無人機

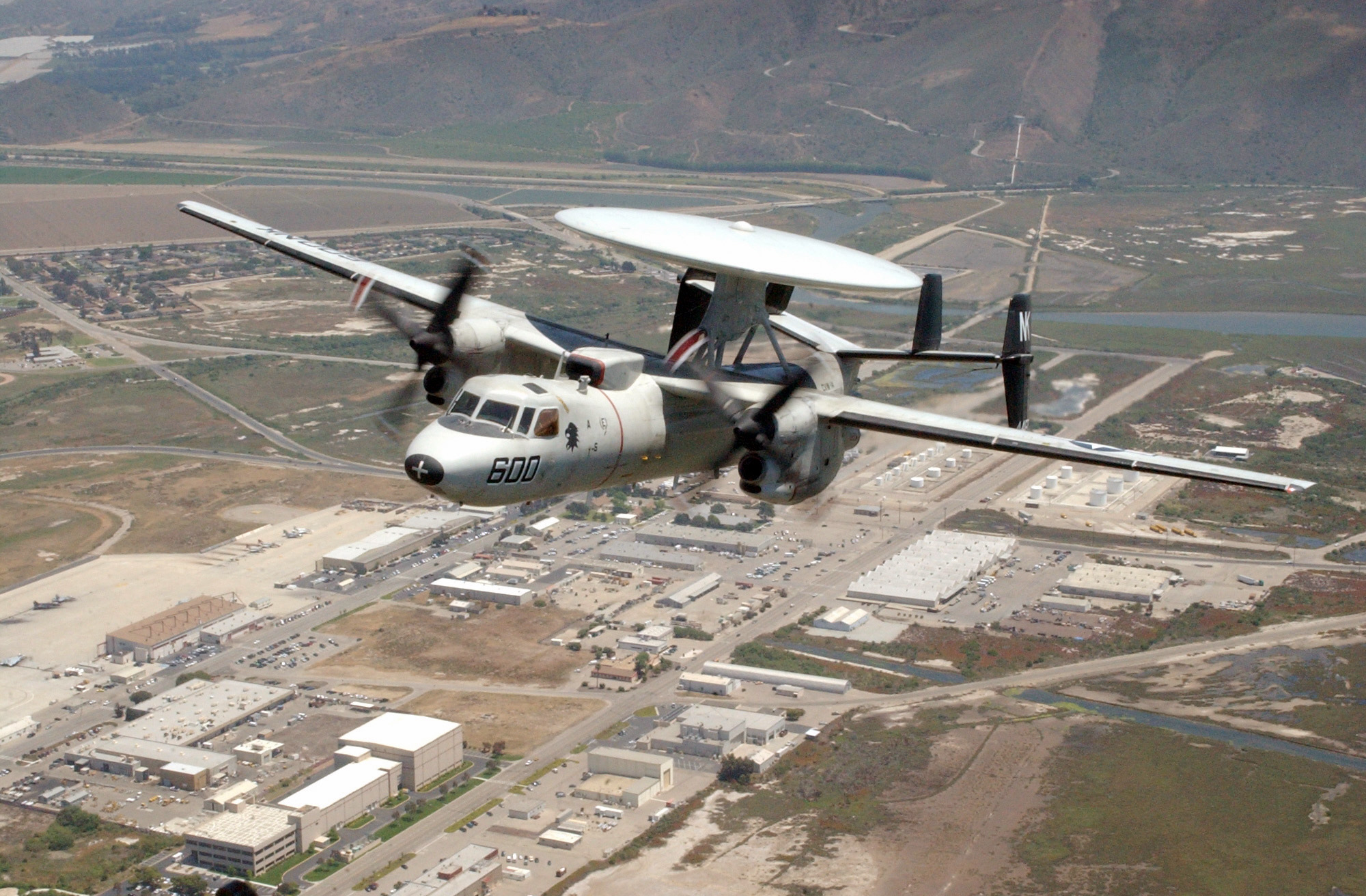
E-2空中預警機

诺斯洛普·格鲁门公司（Northrop Grumman），簡稱諾格，是總部設於美國的跨國航太及國防科技公司。组建于1994年，诺斯洛普公司收购格鲁门公司后组成，是世界第4大军工生产厂商（2022年）、最大的雷达制造商。2020年该公司在财富美国500强杂志中位列排名美國第96名的大企業。
诺斯洛普·格鲁门及其合作廠商曾獲頒8次科利爾獎，最近一次是因開發首款航空母艦載無人駕駛戰鬥機X-47B試驗機獲獎。
诺斯洛普·格鲁门公司目前是美國新世代遠程隱形轟炸機B-21突襲者戰略轟炸機的領導開發商，此款新型隱形轟炸機預定將取代當前世界唯一的隱形轟炸機，同爲诺斯洛普·格鲁门公司開發的美軍現役B-2幽靈戰略轟炸機執行傳統及核子轟炸任務。诺斯洛普·格鲁门同時是2021年啟用的美國詹姆斯·韋伯太空望遠鏡主要開發及製造商，亦負責製造NASA太空發射系統的固態火箭推進器。诺斯洛普·格鲁门另外也是美國空軍新一代洲際彈道飛彈系統LGM-35哨兵洲際彈道飛彈的總開發承包商。

## 历史
- 1994年，诺斯洛普公司和格鲁门公司这两家在航空太空领域非常有名的公司合併组成了诺斯洛普·格鲁门公司。
- 1996年，收购了西屋电气公司。
- 1997年，收购了军用计算机提供商Logicon。同年诺斯洛普·格鲁门同洛克希德·马丁合併的计划被美国政府否决。
- 1999年，收购了侦察系统和无人机制造商Teledyne Ryan。
- 2001年，收购了军用船只和军用电子设备制造商利頓工業（Litton Industries）。同年收购核潜艇和精密机械制造商Newport News。
- 2002年，收购了太空设备和激光设备制造商TRW。
- 2011年，拆分造船部门为亨廷顿·英格尔斯工业公司。
- 2017年，收購了航太與人造衛星設備製造商Orbital ATK。
- 2018年6月6日，诺斯罗普·格鲁曼公司赢得美国反垄断批准，以78亿美金收购Orbital ATK。收购后，成为诺普的一个部门——诺斯罗普·格鲁曼创新系统。[5]
- 2020年9月，诺斯罗普·格鲁曼公司获得了2.98亿美元的Evolved Strategic Satcom计划的独家合同，这是一项抗干扰通信卫星计划，旨在取代洛克希德·马丁公司的高级超高频卫星计划（那项计划中，诺斯罗普·格鲁曼公司作为洛克希德·马丁公司的分包商参与）。[5]
- 2023年9月15日，因參與對台灣軍售，中華人民共和國宣佈對诺斯洛普·格鲁门實施制裁。[6]
- 2024年5月22日，中華人民共和國宣佈對诺斯洛普·格鲁门公司6名高層實施制裁，6人分別是公司董事長、首席執行官、總裁凱西·沃登，公司全球運營副總裁馬修·布朗伯格，公司戰略威懾系統副總裁、總經理班傑明·戴維斯，公司副總裁、航空系統總裁托馬斯·瓊斯，公司副總裁、全球業務發展官史蒂芬·奧布萊恩，公司副總裁、防務系統總裁羅珊·羅德。
- 2024年10月10日，中華人民共和國宣佈對诺斯洛普·格鲁门公司印太項目主任派翠克·揚科夫斯基實施制裁。

## 集團事業群
截至2008年，格鲁门公司將其內部業務分組成四個部門，每一部門都獨立運作；其部門單位多為收購而成立的。
- 資訊服務系統部門
  - 資訊技術部：負責提供客戶系統資訊和服務，它也處理訓練和模擬等。
  - 任務系統部：涉及指揮，控制和情報系統，特別是複雜的資訊收集和檔案管理結構，以及提供決策者在複雜環境條件下支援的一種獨一無二系統。[7]
  - 技術服務部：是2006年1月1日成立的新部門。諾斯諾普·格魯門公司表示該部門提供後勤支援、保障和技術服務市場。是美國空軍外部承包商程序之下於2008年10月1日接受訂單的七大商家之一。
- 電力系統部門
  - 諾斯諾普·格魯門電力系統是諾斯諾普·格魯門公司於1996年收購西屋電子系統部而成立的。電力系統部門是尖端國防電子設備及系統的先進設計商、開發商和製造商。全球有120處分部，包括72個跨國辦公處與將近24000名職員。2004年時佔有總公司銷售額的20％。[8]總部設在巴爾的摩。[9]
- 航太部門
  - 整合系統部主要提供美國軍方航太與國防的情報、監視、偵察和電子戰等相關支援。
  - 太空技術部主要涉及衛星、高能雷射和戰略防禦計劃系統。
  - 諾斯諾普·格魯門创新系統是2018年諾斯諾普·格魯門收購軌道科學公司以後組成的部門，組建後參與了天鵝座宇宙飛船的建造和發射。2020年改名為太空系統。
- 船艦建造部門
  - 諾斯諾普·格魯門造船系統，結合了前英戈尔斯造船厂和埃文代尔造船廠，負責建造小型、中型船隻。2011年3月31日被拆分成為亨廷頓·英格爾斯工業。
    - 紐波特紐斯造船廠是美國最大的私人造船廠，也是唯一能建造尼米茲級超級航空母艦的部門，和美國能建造潛艇的兩家公司其中一家。位於弗吉尼亚州的纽波特纽斯，並經常與朴次茅斯的諾福克海軍造船廠合作。
- 技術服務部

## 产品

### 諾斯洛普·格魯曼
- RQ-180隱形無人偵察機
- 綜合氣象系統（AN / TMQ-40 IMETS）（英语：IMETS）
- B-21突襲者戰略轟炸機
- AN/APG-83
- X-47A試驗機
- X-47B試驗機
- RQ-4全球鷹无人飛機
- 飛馬座火箭

### 原诺斯洛普
- F-5自由鬥士戰鬥機
- B-2幽灵隐形战略轰炸机
- T-38教练机
- F/A-18黄蜂式战斗攻击机
- F-20虎鯊戰鬥機
- BQM-74 靶機（英语：Northrop BQM-74 Chukar）

### 原格鲁曼
- E-2C空中预警机
- C-2A灰狗式運輸機
- F-14雄貓式戰鬥機
- EA-6徘徊者式電子作戰機
- E-8指揮機

目前諾斯羅普·格魯曼公司主要经营方向为飛弹与飛弹系统。但在飞行器类产品仍然持續進行生產，目前與波音公司競標新一代空中加油機KC-X，並生產下一代匿蹤戰略轟炸機B-21。
诺斯洛普·格鲁曼同時也為美国海军建造航空母舰、驅逐艦及核潜艇等軍用艦艇，以及包含破冰船、油轮和货轮在内的民用船支。诺斯洛普·格鲁曼也制造卫星、推进系统以及雷射武器系统。

## 服务
诺斯洛普·格鲁门提供各种军用和民用服务。诺斯洛普·格鲁门是美国政府最大的IT服务提供商。2005年，诺斯洛普·格鲁门获得了弗吉尼亚州更新其信息系统的订单，总价20亿美元。诺斯洛普·格鲁门还维护英国的军用雷达系统。
诺斯洛普·格鲁门提供的其他类型的服务还包括出动飞机向哥伦比亚的可疑可卡因田喷洒除草剂，训练伊拉克国民军等。未來發展方向為各種UAV無人軍用飛機和DDX等先進戰艦包案。